# Herman Smith-Johannsen
Pour les articles homonymes, voir Jackrabbit.
Herman Smith-Johannsen, dit Jackrabbit (né le 15 juin 1875 à Horten et mort le 5 janvier 1987 à Tønsberg en Norvège) est un athlète et un supercentenaire norvégien-canadien. Il est l'un des premiers à introduire le ski de fond en Amérique du Nord, et atteint un statut légendaire au Canada en raison de sa longévité et ses nombreuses contributions aux sports.

## Biographie
Johannsen est né à Horten près d'Oslo en Norvège. Il a obtenu un diplôme en génie mécanique à l'université Humboldt de Berlin en 1899. Peu de temps après, il a émigré à Cleveland aux États-Unis où il a commencé une carrière de vendeur de machinerie industrielle.
Alors qu'il voyageait en Ontario au Canada pour vendre de la machinerie pour la construction du chemin de fer du Grand Tronc, il rencontra des membres de la nation crie près de North Bay. Ce sont les Cris qui lui ont donné le surnom de Jackrabbit parce qu'il se déplaçait beaucoup plus rapidement avec ses skis de fond qu'eux ne pouvaient le faire avec leurs raquettes à neige. Lorsque ses voyages l’ont ramené dans la même région 20 ans plus tard, il a eu le plaisir de constater que les autochtones avaient adopté les skis comme mode de locomotion pour parcourir leurs sentiers de trappage.
En 1907, Johannsen a épousé Alice Robinson. De 1907 à 1915, le couple a vécu à La Havane à Cuba alors que Johannsen vendait de l'équipement pour la transformation de la canne à sucre dans les Antilles.
En 1915, l'appel des pistes enneigées devint trop fort et la famille prit la route du Nord pour s’établir à Lake Placid au nord des États-Unis alors que Johannson poursuivait sa carrière de vendeur de machinerie industrielle à Montréal. Pendant plusieurs années, Johannson a voyagé chaque fin de semaine entre Montréal et Lake Placid. En 1929, il a déménagé sa famille à Montréal et en 1932, durant la Grande Dépression, la famille s'est établie à Piedmont dans les Laurentides.
Durant les années 1920, 1930, 1940, 1950 et 1960, Johannson a fait inlassablement la promotion du ski dans la région de Lake Placid ainsi qu’au Québec et en Ontario. Il a établi plusieurs rampes de saut à ski et plusieurs pistes de ski de fond autour de Lake Placid, en Estrie, dans les Laurentides et en Ontario. Il fut finalement récompensé dans les années 1970 et 1980 alors que le ski de fond a connu une grande vague de popularité au Québec.
Il pratiqua le ski de fond jusqu’à un âge très avancé. À plus de 100 ans, il faisait encore du ski de fond tous les jours.
Il est mort d'une pneumonie le 5 janvier 1987 à 111 ans en Norvège. Il fut reconnu à titre posthume comme homme le plus âgé de l'humanité durant le dernier mois de sa vie. Il ne fut pas doyen de l'humanité, car quelques femmes étaient plus vieilles que lui à cette époque.

## Implications au Québec
Dès son arrivée dans les Laurentides en 1932, Johannsen fait du ski son métier. En 3 ans (1932-1935), il a aménagé avec son fils, Bob, et quelques bénévoles le célèbre sentier de la Maple Leaf reliant les villages entre Shawbridge et Labelle et longeant la voie ferrée du P’tit train du Nord sur près de 128 kilomètres. Bon nombre d’auberges et de pensions ouvrirent le long de la Maple Leaf. Cela offrait la possibilité aux skieurs de skier de village en village, tout en ayant accès au chemin de fer qui transportait des milliers de skieurs dans les Laurentides chaque année. Grâce à Johannsen, la région des Laurentides est vite devenue un attrait touristique d’importance pour le ski, apprécié par la population de Montréal, contribuant ainsi au développement de plusieurs secteurs économiques des Laurentides, dont le tourisme, entre autres.
L’œuvre de Johannsen a nourri l’engouement pour le ski de fond dans les années 1930.  À l’hiver 1938-1939, les trains du P’tit train du Nord ont transportés plus de 112 000 passagers. Entre 1932 et 1939, c’est environ 1 600 kilomètres de sentiers banalisés qui furent tracés grâce à Johannsen, reliant ainsi les villages de la région.
Le 9 mars 1975, le p’tit train du Nord, surnommé le « Train des neiges » fit remis spécialement en fonction pour une journée afin de fêter les 100 ans de Johannsen. L’événement fut un succès tel qu’au début de l’année 1978, le « Train des neiges » fut remis en opération pour une durée de 4 saisons pendant 8 semaines par hiver.

## Honneurs
- Le 22 décembre 1972, Herman Smith-Johannsen a reçu l'Ordre du Canada pour sa contribution au développement du ski et pour les encouragements qu’il a prodigués à plusieurs générations de skieurs.
- Un musée nommé Musée Jackrabbit a été installé dans la maison de Piedmont où il a vécu 28 ans. Cette institution a fusionné en 1992 avec le Musée du ski des Laurentides, qui détient et conserve - encore aujourd'hui - ses collections et ses archives.
- La Réserve écologique Jackrabbit au Québec a été nommée d'après son surnom.
- Le programme d'apprentissage technique du ski de fond pour les enfants de Ski de fond Canada porte le nom Jackrabbit.

## Sources
- (en) Biographie de Herman Smith-Johannsen sur le site de Ski de fond Canada
- (fr) Musée du ski des Laurentiedes